# Wolf von Aichelburg
Wolf von Aichelburg (Póla, 1912. január 3. – Mallorca mellett, 1994. augusztus 24.), erdélyi német költő, író és műfordító.

## Élete
Apja tiszti családból származó fregattkapitány volt; a család nemessége a 16. századra nyúlik vissza. 
A család 1922-ben költözött Nagyszebenbe, amikor az apa a román tengerészet szolgálatába állt Galacon. Wolf von Aichelburg 
Nagyszebenben érettségizett, majd a kolozsvári, berlini és dijoni egyetemen tanult. Első versei 1929-ben jelentek meg a Siebenbürgisch-Deutschen Tageblatt-ban, később a Klingsor című folyóiratban. Hosszabb nyugat-európai utazás után 1939-ben tért vissza hazájába, és bevonult katonai szolgálatra. 1941 és 1944 között a bukaresti propagandaminisztérium sajtóigazgatóságán volt fordító. Itt ismerkedett meg Emil Ciorannal és  Rainer Biemellel, akikkel utóbb rendszeresen levelezett. Ugyanitt találkozott Vasile Voiculescuval is, akinek a verseit fordította az 1970-es években. 1944-be visszatért Nagyszebenbe, ahol Lucian Blagaval kötött ismeretséget; utóbb az ő verseit is fordította. A Szovjetunióba való deportálást sikerült elkerülnie.
1948-ban tiltott határátlépésért letartóztatták; büntetését 1951-ig a nagyenyedi börtönben, majd 1952-ig a Duna–Fekete-tenger-csatorna építésénél töltötte. 1956-ig a Vrancea megyei Măicăneștien jelöltek ki számára kényszerlakhelyet; 1956-ban tért vissza Nagyszebenbe.
1959-ben az úgynevezett brassói íróperben a társadalmi rend elleni izgatásért 25 év börtönre, jogfosztásra és vagyonelkobzásra ítélték. Büntetését többek között a szamosújvári börtönben töltötte. 1964-ben az általános amnesztia keretében szabadult, és visszatért Nagyszebenbe. A továbbiakban irodalom- és zenekritikusként, illetve szabadfoglalkozású íróként dolgozott. 1968-ban rehabilitálták, és beléphetett az írószövetségbe illetve a zeneszerzők szövetségébe. 1969-ben jelent meg első önálló kötete. 1972-ben a Kulturális Érdemrend második fokozatával tüntették ki. 
1981-ben az Német Szövetségi Köztársaságba emigrált, és Freiburg im Breisgauban telepedett le.

## Művei
- Ratten von Hameln (versek). Bukarest, Irodalmi Kiadó, 1969
- Herbergen im Wind (versek). Bukarest, Irodalmi Kiadó, 1969
- Lyrik, Dramen, Prosa Bukarest, Kriterion, 1971
- Vergessener Gast (versek). Kolozsvár, Dacia, 1973.
- Fingerzeige (esszék). Kolozsvár, Dacia, 1974
- Aller Ufer Widerschein (versek). Innsbruck, Wort-und-Welt, 1984. ISBN 3-85373-079-5
- Anhalter Bahnhof (versek). Innsbruck, Wort-und-Welt, 1985. ISBN 3-85373-094-9
- Corrida (versek). Innsbruck, Wort-und-Welt, 1987. ISBN 3-85373-104-X
- Irmgard Hatzack. Leben und Werk. (monográfia), München, 1988.
- . Der leise Strom. (versek, elbeszélések, próza). Hildesheim, Zürich, New York, 1993.
- Tuskische Gärten. (összegyűjtött versek), München 1993.
- Der Brand des Tempels (összegyűjtöttdrámák). München, Arnshaugk, 1993.  ISBN 3-926370-20-3
- Gedichte (versek) Nagyszeben, Hermann, 1996. ISBN 9739728545
- Criza sufletului modern in poezie si alte scrieri romanesti. (román nyelven írt esszéinek és cikkeinek antológiája), Cluj, 2010

## Műfordításai
- Vasile Voiculescu: Magische Liebe. 1971
- George Bacovia: Gedichte, Bukarest, Albatros, 1972
- Mihai Eminescu: Märchen, 1974
- Ștefan Augustin Doinaș: Pferde im Regen, 1974
- Ștefan Augustin Doinaș: Die Geschichte von zehn Brüdern, Bukarest, Creanga, 1979